# Cheirodesmus discolor
Cheirodesmus discolor är en mångfotingart som beskrevs av Cook 1896. Cheirodesmus discolor ingår i släktet Cheirodesmus och familjen Chelodesmidae. Inga underarter finns listade i Catalogue of Life.